# Небојша Брадић
Небојша Брадић (Трстеник, 3. август 1956) српски је позоришни редитељ и бивши министар културе и информисања у Влади Републике Србије.

## Биографија
Рођен је 3. августа 1956. године у Трстенику. Отац му је био глумац и редитељ Момир Брадић. Дипломирао је позоришну и радио режију на Факултету драмских уметности у Београду. Од 1981. до 1996. радио је као редитељ, уметнички директор и управник Крушевачког позоришта. У сезони 1996/97. године био је управник позоришта Атеље 212. Од 1997. до 1999. управник је Народног позоришта у Београду. Управник је и уметнички директор Београдског драмског позоришта од децембра 2000. године. Министар културе и информисања у Влади Републике Србије од 7. јула 2008. Уметнички директор Књажевско-српског театра од 2011. године. Од 20. јула 2015. године до 15. јула 2019. године је обављао функцију уредника Културно-уметничког програма Радио-телевизије Србије.
Режирао је више од 20 представа у српским, босанским и грчким театрима, са посебним афинитетом за савремену домаћу литературу и драматизацију (Проклета авлија, Дервиш и смрт, Златно руно, Корени, Тврђава, Последња пловидба). Режирао је опере и мјузикле. Оснивач је Београдског фестивала игре.
Аутор је драма Мој брат (Народно позориште Републике српске) 2010. и Ноћ у кафани Титаник (Књажевско-српски театар) 2011. године.
Аутор је бројних есеја о позоришту и литератури. Професор је глуме на Академији лепих уметности у Београду. Представе Небојше Брадића игране су у позориштима бивших југословенских република, у Италији, Аустрији, Мађарској, Енглеској, САД, Чешкој, Швајцарској, Украјини, Русији, Грчкој, Албанији, Турској.
На дужност министра културе и информисања ступио је 7. јула 2008. године, испред листе Г17 плус, након избора Владе Србије у Народној скупштини Републике Србије.

## Награде
Добитник је најзначајнијих домаћих позоришних награда. Први је добитник Награде Никола Пеца Петровић за најбољег југословенског позоришног менаџера. На Сусретима позоришта Србије „Јоаким Вујић“ добио је девет награда за најбољу режију. Награђен је Стеријиним наградама за најбољу савремену сценску адаптацију, драматизацију и режију. Добитник је награда за режију и драматизацију на позоришним фестивалима у БиХ (Брчко, Зеница, Добој). Добитник је награда за најбољу режију на ЈоакимИнтерфесту и Међународном фестивалу класике Вршац. Добитник је награде Прстен са ликом Јоакима Вујића за изузетан допринос развоју Књажевско-српског театра и афирмацији његовог угледа у земљи и иностранству. У Москви је добио награду Златни витез за режију представе Златно руно Борислава Пекића, у Истанбулу је добио награду за драматизацију представе Дервиш и смрт Меше Селимовића. Добио је признање „Стефан Првовенчани” које додељују Рашке духовне свечаности, 2019. године.

## Књиге
- Пут до позоришта, 2021.[14]